# Hironska korenica
Hironska korenica (korenica perasta, zlatocvita, koromač divji, lat. Opopanax chironium), biljna vrsta iz roda korenica. Trajnica je raširena po europskom Mediteranu, uključujući i Hrvatsku., te Nacionalni park Una u BIH.
Zarezivanjem korijena vrsta O. chironium i O. hispidus dobiva se mirišljava smola koja se koristi u medicini i industriji mirisa, a poznata je pood imenom opopanaks-guma.

## Sinonimi
- Dorema chironium (L.) M.Hiroe
- Laserpitium chironium L.
- Malabaila opoponax Baill.
- Malabaila orientalis Benth. & Hook.f. ex Arcang.
- Maspeton chironium (L.) Raf.
- Opopanax chironium subsp. bulgaricus (Velen.) N.Andreev
- Pastinaca altissima Lam.
- Pastinaca opopanax L.
- Selinum opopanax (L.) Crantz
- Siler chironium Crantz